# HD181018
HD181018 — хімічно пекулярна зоря спектрального класу B9, що має видиму зоряну величину в смузі V приблизно  7,2.
Вона  розташована на відстані близько 716,8 світлових років від Сонця.

## Пекулярний хімічний склад
Зоряна атмосфера HD181018 має підвищений вміст 
Si
.